# کئیکو تاکه‌شیتا
کئیکو تاکشیتا (انگلیسی: Keiko Takeshita؛ زاده ۱۵ سپتامبر ۱۹۵۳) یک هنرپیشه اهل ژاپن است.
از فیلم‌های معروف او می‌توان به بازی در فیلم لئونی اشاره کرد.